# Andrea Oggioni
Andrea Oggioni  (né le 20 juillet 1930 à Villasanta, en Lombardie et mort le 16 juillet 1961 sur le versant italien du mont Blanc) est un alpiniste italien, connu pour avoir réalisé plusieurs premières ascensions importantes, la plupart dans les alpes italiennes. 

## Biographie
Andrea Oggioni est né le 20 juillet 1930 à Villasanta en Lombardie. Il commence l'alpinisme dans les Grignes. À l'âge de vingt ans, il a déjà répété des voies de grande de difficulté ouvertes par Riccardo Cassin sur la face nord-est du Piz Badile, à l'éperon Walker des Grandes Jorasses et dans la face nord de la Cima Ovest. Ouvrier en Lombardie, Andrea Oggioni fréquente particulièrement le massif voisin de la Brenta où il réalise plusieurs premières.
Ses principaux compagnons de cordée sont les Italiens Josve Aiazzi et Walter Bonatti, c'est avec eux qu'il accomplit ses plus belles ascensions. 
En juillet 1961, Andrea Oggioni accompagne Walter Bonatti et son client Roberto Gallieni pour tenter la première ascension du pilier central du Frêney sur le versant italien du mont Blanc. Ils rejoignent au refuge de la Fourche les quatre Français Pierre Mazeaud, Pierre Kohlmann, Antoine Vieille et Robert Guillaume qui projetaient la même course et partent alors à sept gravir le pilier central du Frêney. L'orage interrompt leur ascension alors qu'ils ont déjà dépassé l'altitude de 4 500 mètres. Ils choisissent d'attendre une amélioration mais l'amélioration ne vient pas et la tempête qui s'installe les contraint à une retraite qui va se transformer en tragédie. D'abord Antoine Vieille puis Robert Guillaume meurent d'épuisement. Puis Andrea Oggioni, à son tour épuisé, ne parvient pas à passer le col de l'Innomée au pied duquel il meurt le 16 juillet 1961 à deux heures quinze du matin, au côté de Pierre Mazeaud. Seuls Walter Bonatti, Roberto Gallieni et Pierre Mazeaud survivront.

## Principales ascensions
- 1949 : première en face sud de la Cima di Capiglio (massif de Brenta) avec Josve Aiazzi et Walter Bonatti[1]
- 1952 : première répétition de la voie Livanos à la Cima Su Alto (Dolomites), avec Josve Aiazzi[1]
- première hivernale de la voie Costantini-Apollonio au Tofana di Rozes (Dolomites)[1]
- première répétition de la voie Oppio du Croz dell'Altissimo (Dolomites)[1]
- 1953 : première du dièdre nord-ouest de la Brenta Alta (massif de Brenta) avec Josve Aiazzi[1]
- 1955 : ouverture de la voie de la Concorde à la Cima d'Ambiez (massif de Brenta) avec Josve Aiazzi, Armando Aste et A. Miorandi[1]
- première du dièdre nord-ouest du Campanile Alto (massif de Brenta)[1]
- 1959 première en face sud-est du mont Maudit (massif du Mont-Blanc) avec Walter Bonatti[1]
- 6 juin 1961 : première ascension du Rondoy Nord (5 820 m) dans la cordillère Huayhuash dans les Andes péruviennes avec Walter Bonatti [3]

## Œuvres
- (it) Le mani sulla roccia, Nordpress, 2001  (ISBN 88-85-38282-7)
- (it) Diario olografo, Nordpress, 2003  (ISBN 88-88657-08-8)